# Artur Krzeszowiec
Artur Krzeszowiec (ur. 20 lipca 1972 w Gliwicach) – polski kolarz szosowy, medalista mistrzostw Polski, reprezentant Polski.

## Życiorys
Był wychowankiem Kolejarza Gliwice, następnie Grupy Kolarskiej Gliwice (1991), Paradoxu Katowice (1991), Krupińskiego Suszec (1992), Mazdy Motor Vitesse Częstochowa (1993), Legii Warszawa (1994-1995), Weltouru Sosnowiec (1996-1998) i grup zawodowych Amore & Vita (1999-2000) i 2004-2006), CCC MAT (2001-2002), Servisco-Koop (2002) i Joko-Velamos (2003).
W 1990 został brązowym medalistą mistrzostw świata juniorów w wyścigu drużynowym na 75 km. Jego największymi sukcesami w karierze sportowej było wicemistrzostwo Polski w indywidualnym wyścigu szosowym ze startu wspólnego (2004) oraz zwycięstwo w wyścigu Szlakiem Grodów Piastowskich (1992). W 1994 wystąpił w reprezentacji Polski w Wyścigu Pokoju, zajmując 41. miejsce. Kilkukrotnie startował w Tour de Pologne, wygrywał etapy tego wyścigu w 1992 i 1998. W 1998 startował w mistrzostwach świata w wyścigu szosowym ze startu wspólnego, zajmując 66. miejsce.
Jego ojcem jest były kolarz Zbigniew Krzeszowiec.